# Fast XI
Fast X: Part 2 (titulada: Fast & Furious X: Parte 2 en España y Rápidos y furiosos X: Parte 2 en Hispanoamérica) es una próxima película de acción estadounidense. Está destinada a ser la undécima y última entrega de la franquicia cinematográfica principal de Fast & Furious y la duodécima película de larga duración Fast & Furious estrenada en la serie. Louis Leterrier será el director, regresando después de haber dirigido anteriormente Fast X (2023), a partir de un guion de Christina Hodson y Oren Uziel. La cinta está protagonizada por Vin Diesel, Dwayne Johnson, Jason Statham, Jason Momoa, Jenna Ortega, John Cena, Michelle Rodriguez, Charlize Theron, Tyrese Gibson, Chris "Ludacris" Bridges, Jordana Brewster, Sung Kang, Gal Gadot, Nathalie Emmanuel, Helen Mirren, Scott Eastwood, Daniela Melchior, Brie Larson, Alan Ritchson, Rita Moreno, Anna Sawai, Lucas Black, Idris Elba y Ryan Reynolds.
Con un final en dos partes de la franquicia principal planeado desde octubre de 2020, Vin Diesel habló sobre la undécima película principal desde junio de 2021 hasta marzo de 2023. Leterrier volvería a dirigir Hodson y Uziel fue contratado para escribir el guion en abril de 2023, y se anunció que Dwayne Johnson regresaría a la franquicia a principios de mayo de 2023. El desarrollo comenzó más tarde ese mes antes de ser suspendido debido a las disputas laborales de Hollywood de 2023. El título fue revelado en febrero de 2024.

## Reparto
- Vin Diesel como  Dominic "Dom" Toretto, un ex criminal y corredor callejero profesional que se retiró y se estableció con su esposa, Letty Ortiz, y su hijo, Brian Marcos.
- Dwayne Johnson como  Lucas "Luke" Hobbs, un exagente del DSS que se alió con Dom y su equipo después de sus andanzas por Río de Janeiro y Europa.
- Jason Statham como Deckard Shaw, un ex oponente de Dom y su equipo, que se convirtió en aliado y nuevo miembro después de salvar a su hijo. El hermano menor de Deckard, Owen, fue hospitalizado trabajando para Cipher.
- Jason Momoa como Dante Reyes, el sociópata hijo del mafioso y narcotraficante brasileño Hernán Reyes, el cual quiere vengarse de Dom y su equipo por los hechos ocurridos en Fast Five (2011). Momoa describió al villano como "muy sádico y andrógino y es un poco pavo real... Este tipo tiene muchos problemas. Definitivamente tiene algunos problemas con su papá".
- Michelle Rodriguez como Leticia "Letty" Ortiz de Toretto, la esposa de Dom y excorredora callejera criminal y profesional.
- John Cena como Jakob Toretto, el hermano de Dom y Mia que anteriormente trabajó como maestro ladrón, asesino y conductor de alto rendimiento, y también fue el agente deshonesto del Sr. Don Nadie.
- Charlize Theron como Cipher, una mente criminal y ciberterrorista que anteriormente era enemiga del equipo de Dom.
- Tyrese Gibson como Roman "Rome" Pearce, un delincuente habitual, corredor callejero experto, amigo de la infancia de Brian y miembro del equipo de Dom.
- Ludacris como Tej Parker, un mecánico de Miami y miembro del equipo de Dom.
- Jordana Brewster como Mia Toretto, la hermana de Dom y Jakob y miembro del equipo de su hermano Dom que se estableció con su pareja, Brian O'Conner, y sus dos hijos.
- Sung Kang como Han Seoul-Oh, un miembro del equipo de Dom que fingió su muerte con la ayuda del Sr. Don Nadie.
- Gal Gadot como Gisele Yashar un miembro del equipo de Dom, la cual se creyó que había muerto en los eventos de la sexta entrega, sin embargo está vuelve a aparecer en las escenas finales de Fast X rescatando a Letty y Cipher de una prisión de la Agencia ubicada en la Antártida con un submarino.
- Nathalie Emmanuel como Megan Ramsey, una hacktivista informática británica y miembro del equipo de Dom.
- Brie Larson como Tess, la hija y agente del Sr. Don Nadie que se alía con Dom y su tripulación.
- Daniela Melchior como Isabel Neves, una corredora callejera brasileña y la hermana de la exnovia de Dom y madre de Brian Marcos, Elena Neves.
- Alan Richtson como Aimes, el nuevo líder de la Agencia del Sr. Don Nadie que trabaja de forma encubierta con Dante.
- Leo Abelo Perry como Brian Marcos Toretto Neves.
- Lucas Black como Sean Boswell.
- Shad Moss como Twinkie.
- Jason Tobin como Earl Hu.
- Helen Mirren como Magdalene "Queenie" Shaw, la madre de los antiguos enemigos de Dom, Owen y Deckard.
- Anna Sawai como Elle.
- Scott Eastwood como Eric Reisner / Little Nobody, un agente del gobierno que trabajó para el Sr. Don Nadie.
- Don Omar como Rico Santos.
- Tego Calderón como Tego Leo.
- Vanessa Kirby como Hattie Shaw, una agente de campo del MI6 y la hermana de Owen y Deckard.
- Luke Evans como Owen Shaw.
- Cody Walker como Brian O'Conner.
- Michael Rooker como Buddy.
- Kurt Russell como Frank Petty / Mr. Nobody, un operativo de inteligencia y el líder de un equipo de operaciones encubiertas de Estados Unidos.
- Ryan Reynolds como el agente de la CIA Victor Locke.

## Producción

### Desarrollo
Universal Pictures presentó una undécima entrada principal de la franquicia Fast & Furious en octubre de 2020.  El actor Vin Diesel calificó esta película como la segunda parte de Fast X (2023) y "el final de la saga".  Justin Lin, director de la serie desde hace mucho tiempo, se hizo eco de esto en septiembre, quien reveló el final de dos partes y dijo: "Todos los días, trato de configurar y asegurarme de que cualquier cosa que estemos [discutiendo] produzca el mejor resultado. Creo que tener uno capítulo en dos [películas] es correcto".  Esto también lo confirmó en una entrevista Louis Leterrier, que reemplazó a Justin Lin como director de Fast X, quien dijo: "[ Fast X ] es grande. Lo que estamos planeando para la próxima [película] es gigantesco, en términos de acción, alcance y emoción. Sentirás todos los sentimientos. Las lágrimas rodarán". 
En febrero de 2023, Diesel dijo que quería que Robert Downey Jr. protagonizara la última entrega como el antagonista principal, revelando que se había desarrollado un personaje que es "la antítesis de Dom". Michelle Rodríguez dijo que quería que Matt Damon fuera incluido en la película final.  Más tarde ese mes, Diesel también confirmó que la undécima película será la última entrega principal, diciendo: "Lo que se vuelve más difícil [sobre las películas] es el trabajo fuera de la pantalla. El pensamiento, la expansión... Es difícil continuar con las mitologías. Hay una razón por la cual Tolkien dejó de escribir después de un tiempo".  
En abril de 2023, se anunció que Leterrier regresaría como director, mientras que Christina Hodson y Oren Uziel fueron contratados para escribir el guion.   El desarrollo de la película comenzó poco después del lanzamiento de su predecesor, Fast X, en mayo de 2023,  antes de ser suspendido en julio debido a la huelga SAG-AFTRA de 2023.  Leterrier confirmó un mes después que el proceso de preproducción de la película fue suspendido debido a la huelga del Writers Guild of America de 2023 además de la huelga SAG-AFTRA.  El presupuesto ' Fast X y el modesto desempeño de taquilla reelaboraron la continuación del undécimo como final en enero de 2024. Diesel afirmó que podría concentrarse en "un retroceso a la película original", que consistía en una sola misión y un antagonista diferente en lugar del personaje de Jason Momoa, Dante Reyes.  El mes siguiente, Diesel reafirmó que la undécima película es la última entrega principal. Se informó que el título era Fast XI.  En mayo de 2024, Leterrier anunció que la película se retrasó hasta 2025.
Si bien Louis Leterrier empezará a trabajar en Fast & Furious 11 este mes de septiembre, la cinta no empezará su rodaje hasta 2025.
El cineasta lo confirmó secundando las palabras del intérprete Tyrese Gibson, quien señalaba en los últimos días que, por culpa de las huelgas del año pasado, la cinta de Fast & Furious 11 había sufrido varios retrasos, pero que al final empezarían su rodaje en 2025. “Tyrese siempre tiene razón. ¡Mirad su Instagram!”, señaló Louis Leterrier.
La única duda que nos quedaba por resolver era saber su fecha de estreno, pero el director de Fast & Furious X: Parte 2 también tenía respuesta para esa pregunta: tal y como se había estado especulado, será en 2025.

### Filmación
El 26 de junio de 2021, Diesel anunció que la película junto con Fast X se filmarían consecutivamente,  a partir de enero de 2022. El 12 de mayo de 2023 se anunció que Dwayne Johnson retomaría su papel de Luke Hobbs en la película, a pesar de sus declaraciones anteriores de que había abandonado la franquicia debido a sus conocidas enemistades con Diesel.  El 22 de mayo de 2023, Alan Ritchson reveló que se ha hablado de que retome el papel de Aimes de la última película en un papel importante, asegurando que está listo para regresar. 

## Estreno

### Teatral
La película se estrenará en Estados Unidos Abril de 2027. 
Louis Leterrier anunció que Fast & Furious 11 “se rodará a principios de 2026, y se estrenará en 2027, que será exactamente el día en que se celebran los 25 años del estreno de la primera entrega”. Si se cumplen sus pronósticos, la cinta llegaría a los cines en el mes de abril de 2027.

## Futuro
Aunque Diesel presentó dos secuelas de Fast X, dependiendo de su desempeño, Leterrier se planteó si la undécima película sería la última entrega de la franquicia o no. En agosto de 2023, Leterrier anunció la noticia de que no hay planes de hacer una tercera parte de la película Fast X. 